# Sedlo pod Veľkým bokom
Sedlo pod Veľkým bokom (1479 m n.p.m.) – przełęcz we wschodniej, kraľovohoľskiej części Niżnych Tatr, w środkowej Słowacji.

## Opis przełęczy
Przełęcz leży w bocznym grzbiecie, odgałęziającym się w szczycie Zadná hoľa od głównego grzbietu Niżnych Tatr w kierunku północnym. Oddziela od wspomnianego grzbietu głównego wysoki i rozległy masyw Veľkého boku (1727 m n.p.m.). Od wschodu pod przełęcz podchodzi dolinka potoku Hromisko, źródłowego dopływu Ipolticy (dolina Hošková), natomiast od zachodu dolinka drobnego cieku, uchodzącego do źródłowego toku Hodrušy.
Siodło przełęczy jest szerokie, łagodnie ukształtowane, pokryte ok. 3-hektarową polaną, dziś już w części zarastającą. Oba stoki opadające spod przełęczy strome, miernie rozczłonkowane.

## Schronisko
W latach międzywojennych w Przełęczy pod Veľkým bokom Klub československých turistov z Pragi wybudował schronisko turystyczne. Jego otwarcie miało miejsce 20 grudnia 1936 r. Było drewniane, wzniesione na kamiennej podmurówce, posiadało bieżącą wodę i 32 miejsca noclegowe. Prowadził je Oddział KČST w Liptowskim Gródku, jednak początkowo największą część gości stanowili Czesi. W 1940 r. schronisko rozbudowano, powiększając prawie dwukrotnie jego gabaryty. Liczba miejsc noclegowych wzrosła do 60. Wszystkie pokoje posiadały okna skierowane na południowy wschód. W marcu 1944 r., w przeddzień mających się tu odbyć pierwszych ogólnosłowackich zawodów narciarskich w slalomie gigancie, na stokach góry zginęły w lawinie dwie osoby. Schronisko zostało spalone 26 grudnia 1944 r. przez niemiecką jednostkę Edelweiss podczas obławy na ukrywających się w nim partyzantów.

## Turystyka
Przełęcz nie ma znaczenia komunikacyjnego. Z obu dolin prowadzą na nią jedynie dość strome, leśne dróżki. Grzbietem przez przełęcz biegną żółte   znaki szlaku turystycznego Kráľova Lehota – Svarín – Svarínska dolina – Nemecká – Veľký bok – Sedlo pod Veľkým bokom – Zadná hoľa. Od zachodu, z doliny Hodrušy, wyprowadzają na przełęcz niebieskie  znaki szlaku biegnącego z Malužinej.